# الرجل الذي يتكرر
الرجل الذي يتكرر هي أول مجموعة قصصية للكاتبة الروائية والمترجمة الفلسطينية حزامة حبايب،صدرت المجموعة سنة 1992 عن المؤسسة العربية للدراسات والنشر. تقع المجموعة في

116صفحة، وحصلت على جائزة مهرجان القدس للإبداع الشبابى في القصة سنة 1992.

## نبذة عن الكتاب
"الرجل الذي يتكرر"هذه المجموعة القصصية القصيرة تتحدث عن تفاصيل من الحياة اليومية وخاصة صدمة الإنسان عندما يكتشف أنه قد تقدم به العمر. كما تتناول الكاتبة أيضا في المجموعة الكثير من القصص عن مواقف في الحياة اليومية، وتركز فيها على المواقف ذات الطبيعة الرومانسية.

## أهم أبطال المجموعة
- الراوي: وهو الشخصية الرئيسية.
- زوجة الراوي: هي شريكته في الحياة اليومية وفي العديد من الأحداث المتكررة التي يرويها.
- أسمهان: ابنة الراوي الكبرى.
- أبو محمود: صديق العائلة .
- أم محمود: زوجة أبو محمود.